# Willie Pep
Guglielmo Papaleo znany jako Willie Pep (ur. 19 września 1922 w Middletown w stanie Connecticut, zm. 23 listopada 2006 w Rocky Hill w Connecticut) – amerykański bokser, zawodowy mistrz świata w wadze piórkowej.
Początkowo walczył jako amator, zdobywając amatorskie mistrzostwo stanu Connecticut w wadze muszej w 1938 i w wadze koguciej w 1939. W 1938 w Norwich stoczył przegraną walkę z Sugar Rayem Robinsonem.
Rozpoczął karierę boksera zawodowego w 1940. W tym roku wygrał 10 walk, a w następnym kolejne 22. Po wygraniu 21 walk w 1942 Pep zmierzył się 20 listopada tego roku w Nowym Jorku z mistrzem świata w wadze piórkowej według NYSAC Chalky Wrightem, wygrywając na punkty i odbierając mu tytuł. W tym roku stoczył jeszcze dwie zwycięskie walki. Po wygraniu sześciu walk w 1943 zmierzył się 19 marca w Nowym Jorku z byłym (i przyszłym) mistrzem świata wagi lekkiej Sammym Angottem i poniósł pierwszą w życiu porażkę. W tym samym roku wygrał kolejnych 5 walk, w tym dwie z przyszłym mistrzem świata Salem Bartolo (drugą w obronie tytułu).
W 1944 Pep stoczył 16 walk i wszystkie wygrał, w tym towarzyską z Manuelem Ortizem i dwie z Chalky Wrightem (pierwsza z nich, 29 września w Nowym Jorku, była o mistrzostwo świata, a druga towarzyska). W 1945 wygrał 7 walk (w tym z Philem Terranovą 19 lutego w Nowym Jorku o tytuł) i jedną zremisował (z Jimmym McAllisterem).  Został uznany za boksera roku 1945 przez magazyn The Ring.
Po wygraniu 9 walk w 1946 zmierzył się po raz trzeci z Salem Bartolo, który w międzyczasie został mistrzem świata federacji NBA w wadze piórkowej. Stawką pojedynku, który odbył się 7 czerwca w Madison Square Garden, był tytuł mistrza obu federacji w tej kategorii. Pep zwyciężył przez nokaut w 12. rundzie. Później wygrał kolejnych 8 walk w tym roku (wszystkie towarzyskie), w tym z Chalky Wrightem.
W 1947 wygrał 11 walk, ale tylko w jednej stawką był tytuł mistrza świata (pokonał 22 sierpnia we Flint Jocka Lesliego przez nokaut w 12. rundzie). W 1948 po trzech zwycięskich walkach towarzyskich obronił tytuł wygrywając 24 lutego w Miami z Humberto Sierrą przez techniczny nokaut w 10. rundzie. Następnie stoczył 11 kolejnych zwycięskich walk towarzyskich (w tym z Paddym DeMarco) i 29 października w Madison Square Garden zmierzył się o tytuł z Sandym Saddlerem. Został znokautowany w 4. rundzie. Odzyskał tytuł w walce rewanżowej, która odbyła się w tej samej hali 11 lutego 1949, Pep wygrał jednogłośnie na punkty. Spotkanie to zostało uznane za walkę roku przez magazyn The Ring. Trzykrotnie obronił mistrzostwo wygrywając z Eddiem Compo 20 września 1949 w Waterbury przez techniczny nokaut w 7. rundzie, z Charleyem Rileyem 16 stycznia 1950 w Saint Louis przez nokaut w 5. rundzie i z Rayem Famechonem 17 marca 1950 w Nowym Jorku na punkty. W swej trzeciej walce z Saddlerem ponownie stracił pas mistrzowski, przegrywając przez poddanie w 8. rundzie 8 września 1959 w Nowym Jorku. Po wygraniu ośmiu walk w 1951, 26 września w Nowym Jorku zmierzył się po raz czwarty z Saddlerem, ale przegrał przez poddanie w 9. rundzie. Później nie walczył już o tytuł, ale kontynuował karierę do 1959 (m.in. przegrywając w 1958 z Hoganem Basseyem). Wznowił ją w 1965 i wygrał 9 walk, zanim przegrał w 1966 z mało znanym Calvinem Woodlandem. Stoczył aż 241 walk zawodowych, wygrywając 229 z nich.
Później był m.in. sędzią bokserskim.
Pep był znany z umiejętności walki obronnej i unikania ciosów. Przed walką z Jackiem Gravesem stoczoną 25 lipca 1945 w Minneapolis zapowiedział zaprzyjaźnionym dziennikarzom, że wygra 3. rundę bez zadania żadnego ciosu. Przed całą rundę udawało mu się unikać uderzeń przeciwnika bez zadawania własnych i według wszystkich sędziów ją wygrał (walkę wygrał przez techniczny nokaut w 8. rundzie).
Został wybrany w 1990 do Międzynarodowej Bokserskiej Galerii Sławy. Był żonaty sześć razy. Zmarł w 2006, cierpiąc wcześniej na chorobę Alzheimera.